# راک اسرائیلی

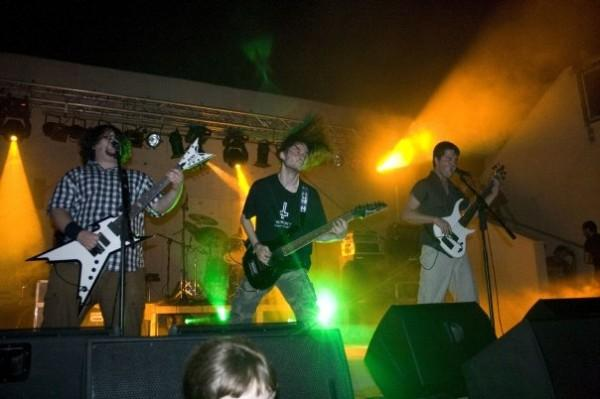
گروه درد فانتوم در حال اجرای موسیقی راک به زبان عبری.

راک اسرائیلی (به عبری: רוק ישראלי) به گونه‌ای از موسیقی راک گفته می‌شود که توسط خوانندگان و گروه‌های موسیقی اسرائیلی اجرا می‌شود.

## تاریخچه

### دههٔ ۱۹۶۰
نگرش اولیهٔ جامعهٔ اسرائیل به موسیقی راک تا حد زیادی منفی بود اما هنرمندان اسرائیلی بر این باور بودند که با گذشت زمان این مشکل برطرف خواهد شد. اولین گروه‌های راک اسرائیلی در سال‌های میانی دههٔ ۶۰ میلادی ابتدا در نایت کلاب‌ها و دیسکوهای رمله و کمی بعدتر در تل‌آویو فعالیت‌شان را آغاز کردند. این گروه‌ها در ابتدای کار، بیشتر آثار هنرمندان معروف آن دوره مانند بیتلز و د شَدوز را بازخوانی می‌کردند. در این دوره فرهنگ موسیقی راک آن‌چنان که باید جا نیفتاده بود. از اولین گروه‌های راک اسرائیلی می‌توان از دِ لاینز، دِ چرچیلز، دِ فَت اَند دِ تینز، دِ استایلز، دِ الکتریک استِیج، دِ سِوِنْت ریْدیَنس، دِ گُلدِستارز، دِ سینگ-سینگ، دِ بلوستارز و دِ اسپایدرز نام برد.
در سال ۱۹۶۷ و به موازات جشن ملی اسرائیلی‌ها در پی پیروزی بر اعراب در جنگ شش روزه، جایگاه نیروهای دفاعی اسرائیل مورد توجه عموم قرار گرفت و ترانه‌های بسیاری در «ستایش پیروزی» یا «سوگ از دست‌رفتگان» ساخته شدند. موسیقی راک به مرور فراگیر می‌شد و در مکان‌هایی مانند کلوپ Hakarish و Calypso اجرا می‌شد که تا پیش از آن بیشتر به‌عنوان محل‌های مخفی عرضهٔ مواد مخدر شهرت داشتند.
با نزدیک شدن سال‌های پایانی دههٔ ۶۰ و در سایهٔ رشد اقتصادی که کشور پس از پایان «جنگ شش روزه» به آن رسیده بود، مسیر ورود موسیقی روز دنیا -به‌خصوص راک- به اسرائیل هموارتر شد. هنرمندان موسیقی غربی به اسرائیل می‌آمدند و پیامد اقبال موسیقی عامه‌پسند، تأثیرگذاری بر فرهنگ محلی بود. برخی گروه‌های اسرائیلی با به‌کارگیری هنرمندان غیرمحلی در ترکیب‌شان، سعی در ایجاد تغییر کردند. در میان گروه‌های موج دوم، سه گروه شاخص‌تر هدایت‌کنندهٔ اصلی جریان موسیقی راک شدند.
اولی گروه ۵ نفرهٔ چِرچیلز بود که استَن سالومون کانادایی به‌عنوان خواننده و راب هاکسلی بریتانیایی به‌عنوان گیتاریست در ترکیب آن حضور داشتند. آن‌ها در آفریدن موسیقی‌شان بی‌پروا عمل می‌کردند و ترکیب‌های خلاقانه‌ای مانند ادغام سایکدلیک راک با «موسیقی عربی مدیترانه‌ای» را انجام می‌دادند. در سال ۱۹۷۰ آهنگ‌ساز و رهبر ارکستر نوام شریف پیشگام برگزاری کنسرتی شد که طی آن ارکستر فیلارمونیک اسرائیل و چِرچیلز به رهبری زوبین مهتا به اجرای برنامه پرداختند.
گروه دیگر دِ لایِنز بود که به‌عنوان اولین گروه اسرائیلی که به موسیقی رِگِی پرداختند شناخته می‌شوند. آن‌ها همچنین اولین گروه اسرائیلی هستند که یکی از آهنگ‌های‌شان به جدول پرفروش‌ترین‌های بریتانیا راه یافته‌است.
سومین گروه سوپرگروپ «یوزی اَند دِ استایلز» بود که به‌وسیلهٔ «یوزی فاکس» خوانندهٔ پیشین «دِ فَت اَند دِ تینز» تأسیس شد. موسیقی «یوزی اَند دِ استایلز» ریشه در بریتیش پاپ داشت اما از موسیقی سول آمریکایی هم تأثیرهایی گرفته‌بود و از شاخصه‌های آن وجود تنظیم‌های منسجم سازهای بادی بود. چیزی شبیه آثار بلاد، سویت اند تیرز و شیکاگو.
یکی از افرادی که نقش مهمی در شکل‌گیری موسیقی راک اسرائیلی برعهده داشت آریک اینشتین بود. آلبوم‌های ‎(۱۹۷۰)‎ Plastelina ،‎(۱۹۷۰)‎ slug‎ ،‎(۱۹۶۹)‎ Pozi‎ و ‎(۱۹۷۱)‎ Badshe etzel Avigdor اینشتین جزو اولین آثاری هستند که در آن‌ها ملودی‌های راک با اشعار عبری اجرا شده‌اند.

### دههٔ ۱۹۷۰
دههٔ ۷۰ میلادی دورهٔ گرایش هنرمندان اسرائیلی به ژانر پراگرسیو راک بود. از اولین آثاری که در این ژانر ساخته شد آلبوم ۱۹۷۱ شلومو گرونیخ با نام ‎?Why Didn't You Tell Me‎ بود. البته می‌توان آلبوم ‎Bullshit 3¼‎ دنی بن اسرائیل را که در سال ۱۹۷۰ منتشر شد در این زمینه مقدم‌تر به‌شمار آورد. این آلبوم به‌عنوان یکی از اولین آثار  سایکدلیک راک اسرائیلی هم اهمیت دارد. از دیگر گروه‌های پراگرسیو راک دههٔ ۷۰ اسرائیل می‌توان به چرچیلز، زینگال و شی‌شِت اشاره کرد.
از دیگر گروه‌هایی که در این دوره وارد عرصهٔ موسیقی راک اسرائیل شدند می‌توان از تموز و آلبوم مهم سال ۱۹۷۶ آن‌ها با نام End of the Orange Season یاد کرد. گروه پُرطرفدار دیگر آن سال‌ها کاوِرِت بود که موسیقی راک را همراه با یک «حس شوخ‌طبعی منحصر به‌فرد» ارائه می‌کرد.
از خوانندگان راک که در سال‌های پایانی دههٔ ۷۰ بسیار محبوب شده‌بودند می‌توان از شالوم حانوخ، آریل زیلبر و زیکنی تِسفاد نام برد.

### دههٔ ۱۹۸۰
از گروهای مطرح دههٔ ۸۰ میلادی می‌توان به بنزین، تی-اسلم و ماشینا و هنرمندانی هم‌چون کورنین آلال، دنی سندرسُن، گیدی گُو، یهودیت راویتز، گالی آتاری، سی های-من، رمی فورتیس و ریکی گال اشاره کرد. در این دوره یهودا پولیکر و ایهود بانای آلبوم‌هایی منتشر کردند که تلفیقی از راک و موسیقی مدیترانه‌ای بود. آلبوم ۱۹۸۸ یهودا پولیکر با نام خاکستر و خاک ماجرای رشد و نمو پسری از بازماندگان هولوکاست را روایت می‌کند.

### دههٔ ۱۹۹۰
دههٔ ۹۰ میلادی دورهٔ پدید آمدن گونه‌ای از فولک متال با عنوان متال شرقی توسط هنرمندان اسرائیلی بود که آمیزه‌ای از دث متال و دوم متال تحت تأثیر سنت‌های کهن یهودی و فرهنگ شرقی است. از پیشگامان این ژانر می‌توان از ارفندلند یاد کرد.